# Lamkuta (Jangka)
Lamkuta is een bestuurslaag in het regentschap Bireuen van de provincie Atjeh, Indonesië. Lamkuta telt 212 inwoners (volkstelling 2010).